# Campbeltown Airport
Campbeltown Airport är en flygplats i Storbritannien.   Den ligger i kommunen Argyll and Bute och riksdelen Skottland, i den västra delen av landet, 600 km nordväst om huvudstaden London. Campbeltown Airport ligger 13 meter över havet.
Terrängen runt Campbeltown Airport är kuperad åt sydost, men åt nordväst är den platt. Havet är nära Campbeltown Airport åt nordväst. Runt Campbeltown Airport är det glesbefolkat, med 10 invånare per kvadratkilometer. Närmaste större samhälle är Campbeltown, 5,1 km öster om Campbeltown Airport. I omgivningarna runt Campbeltown Airport växer i huvudsak blandskog.